# رابی بریس
رابی بریس (انگلیسی: Robbie Brace؛ زادهٔ ۱۹ دسامبر ۱۹۶۴) بازیکن فوتبال اهل بریتانیا است.
از باشگاه‌هایی که در آن بازی کرده‌است می‌توان به باشگاه فوتبال دی گرافشاپ، باشگاه فوتبال خنک، باشگاه فوتبال تاتنهام هاتسپر، و باشگاه فوتبال زاربروکن اشاره کرد.